# Théorème de May
Le théorème de May en théorie du choix social est un résultat qui établit que la majorité absolue est l'unique système d'élection approprié pour deux options. Le théorème a été énoncé par Kenneth O. May (1915-1977) pour la première fois en 1952.

## Énoncé
Le théorème dit que si le choix du groupe est limité à deux possibilités, la règle du vote à la majorité simple ou relative constitue une règle de choix social qui satisfait à un ensemble d'exigences raisonnables. Le théorème d'impossibilité d'Arrow ne s’applique pas car il nécessite de choisir entre au moins trois possibilités.
Ces exigences sont : 
- critère de l'anonymat : si deux votants échangent leurs bulletins le résultat de l'élection sera le même (tous les votants ont le même poids) ;
- critère de la neutralité : si tous les votants échangent leurs votes alors le résultat de l'élection s'inverserait (chaque vote a le même poids pour tous les candidats) ;
- critère de monotonie (ou réactivité positive) : un candidat qui bénéficie d’un soutien accru des votants ne doit pas voir se dégrader sa position au regard de la décision collective ;
- choix décisif : pour deux options quelconques, une exactement doit être choisie[2].

Théorème — Une fonction de décision de groupe avec un nombre impair d'électeurs remplit ces quatre conditions si et seulement si c'est la méthode de la majorité simple.

## Formalisation
Formellement, le système de vote à la majorité relative attribue +1 si et seulement si 
N +1 ( d 1, d 2, ..., d n ) > ½ [ N +1 ( d 1, d 2, ..., d n ) + N -1 ( d 1, d 2, .., d n )].
Ou en d'autres termes : le choix gagnant est celui pour lequel le nombre de voix est supérieur à la moitié du nombre de personnes qui ne sont pas indifférentes entre les deux choix ou qui votent. Cela contraste avec le système de vote à la majorité absolue, où le gagnant est l’option qui recueille plus de la moitié des voix. Ou formellement, le système de vote à la majorité absolue attribue +1 si et seulement si: 
N +1 ( d 1, d 2, .., d n ) > n / 2.
Par exemple, supposons que la distribution des votes soit D = (+1, +1, +1, 0, 0, -1, -1). En appliquant simplement le système de vote à la majorité, nous avons +1 comme option gagnante. En appliquant le système de majorité absolue, nous obtenons 0, avec l’indifférence entre les options. 

## Portée
« Après la désillusion du théorème d'impossibilité d'Arrow, voici enfin un résultat positif : le théorème de May. Premièrement May caractérise la règle de la majorité simple, ce qui en soi est une belle avancée dans la compréhension des méthodes de vote ; deuxièmement cette règle vérifie aussi une multitude d'autres propriétés démocratiques ce qui la rend d'autant plus attirante ; troisièmement la règle de la majorité simple est totalement viable démocratiquement lorsqu'il n'y a que deux possibilités, ce qui permet de légitimer mathématiquement l'utilisation du référendum comme méthode de vote dans notre Démocratie. Cependant la règle de la majorité simple a ses défauts, comme l'ont déjà montré Condorcet et Borda dans l'étude des paradoxes liés aux élections. ».

## Prolongements
Plusieurs modifications ont été suggérées par d'autres auteurs depuis la publication originale. Mark Fey étend la preuve à un nombre infini de votants. Robert Goodin et Christian List se sont intéressés à des alternatives multiples.
Citer le théorème de Nakamura est une autre façon d'expliquer le fait que le vote à la majorité simple peut traiter avec succès au plus deux solutions. Le théorème indique que le nombre d'alternatives qu'une règle peut traiter avec succès est inférieur au nombre de Nakamura (en) de la règle. Le nombre de votes à la majorité simple requis par Nakamura est de 3, sauf dans le cas de quatre électeurs. Les règles de la supermajorité peuvent avoir un plus grand nombre de Nakamura.